# Ramesodes aequalis
Ramesodes aequalis är en fjärilsart som beskrevs av Emilio Berio 1973. Ramesodes aequalis ingår i släktet Ramesodes och familjen nattflyn. Inga underarter finns listade.